# Daria Kvekić
Daria Kvekić zam. Petrović-Njegoš, czarn. Darinka Kvekić a. Petrović-Njegoš, cyr. Даринка Квекић a. Петровић-Његош (ur. 19 grudnia 1838 w Trieście, zm. 2 lutego 1892 w Wenecji) – księżna Czarnogóry jako żona Daniela.

## Życiorys
Wychowała się w Trieście jako jedyna córka serbskiego kupca Marka Kvekicia i jego żony Jelisavety Katariny hr. Mirković. Wykształcenie powszechne odebrała w domu. Następnie kontynuowała naukę pod opieką zorientowanych profrancusko nauczycieli m.in. bibliotekarza i historyka J. Nikolicia. Obok zagadnień ogólnokształcących otrzymała solidne przygotowanie w zakresie historii, literatury, estetyki i języków klasycznych (łacina i greka). Biegle posługiwała się językami: włoskim, francuskim, niemieckim i rosyjskim.
12 stycznia 1855 poślubiła w Njeguši księcia Czarnogóry Daniela. Wniesiony pokaźny posag posłużył jej mężowi do pokrycia kosztów szeroko zakrojonych reform administracji i prawa cywilnego. Samodzielnie dysponując znaczną jego częścią, księżna wspierała rozwój szkolnictwa powszechnego oraz przyznawała roczne stypendia dla finansowania studiów zagranicznych uzdolnionej młodzieży czarnogórskiej. Wspierała rozwój kultury i nauki, faworyzując francuskich i zachodnio zorientowanych twórców. Do Cetynii sprowadziła przedstawicieli serbskiej inteligencji z Triestu: m.in. historyka A. Dukovicia i poetę J. Palikucia. Wspierała finansowo działalność oświatową J. Lombardić w Hercegowinie.
Na kongresie paryskim w 1856 książę Daniel obrał profrancuski kierunek polityki zagranicznej. Zachowawcza szlachta, a zwłaszcza reakcyjny kler odebrali tę zmianę za zdradę prawosławnej Rosji. Polityczne położenie księcia nie sprzyjało mecenatowi księżnej Darii. Szybko zyskała sobie opozycję obyczajową, która oskarżała ją o wspieranie demoralizacji młodzieży.
Po zamordowaniu męża w 1860, przyznano jej dożywotnio tytuł księżnej-wdowy oraz apanaże. W 1860–1867 zajmowała się zapewnieniem podstaw wykształcenia nastoletniej księżnej Mileny Vukotić. W 1867 wyemigrowała wraz z córką Olgą (1859–1896) do Austrii, aby ostatecznie osiąść w Wenecji. Poza krajem nadal wspierała finansowo serbską inteligencję z Czarnogóry, Serbii i Turcji.